# Predsednik Zambije
Predsednik Zambije je vodja države in vodja vlade Zambije. Funkcijo je prvi prevzel Kenneth Kaunda, in sicer po osamosvojitvi države leta 1964. Od leta 1991, ko je Kaunda zapustil položaj, je funkcijo opravljalo sedem predsednikov: Frederick Chiluba, Levy Mwanawasa, Rupiah Banda, Michael Sata, Edgar Lungu in sedanji predsednik Hakainde Hichilema, ki je zmagal na predsedniških volitvah leta 2021. Poleg teh je za kratek čas vršilec dolžnosti predsednika, po smrti predsednika Michaela Sata, funkcijo opravljal Guy Scott.
Od 31. avgusta 1991 je predsednik tudi predsednik vlade, saj je bil položaj predsednika vlade odpravljen v zadnjih mesecih predsedniškega mandata Kaunde po pogajanjih z opozicijskimi strankami.
Predsednik je izvoljen za dobo petih let. Od leta 1991 je predsedniški mandat omejen na dva zaporedna mandata.

## Zgodovina

### Severna Rodezija
Ko je bila britanska kolonija Severna Rodezija ločena od Južne Rodezije in vladavine britanske Južnoafriške družbe, je bil na čelu države britanski monarh, ki ga je v koloniji zastopal guverner Severne Rodezije, ki je izvršilno oblast opravljal kot vodja države in vlade. Na splošnih volitvah v Severni Rodeziji leta 1964 je bila ustanovljena funkcija predsednika vlade, ki je pred osamosvojitvijo postal vodja vlade. 19. maja 1964 je državni sekretar za odnose Commonwealtha Duncan Sandys napovedal, da bo Severna Rodezija postala neodvisna pod predsednikom. Volitve za prvega predsednika bi potekale na tajnem glasovanju med izvoljenimi člani zakonodajnega sveta.

### Zambija
Po osamosvojitvi in preimenovanju države v Zambijo je bil za prvega predsednika izvoljen premier Kenneth Kaunda. Ukinjen je bil tudi položaj predsednika vlade, s čimer je predsedstvo postalo izvršilno mesto. Sprva bi državo vodili kot večstrankarsko demokracijo. Po integraciji Afriškega državnega kongresa s stranko Združene nacionalne neodvisnosti (UNIP) pa je predsednik Kaunda napovedal, da se bo ustava Zambije spremenila, da bo država leta 1973 postala država z eno stranko, pri čemer bo UNIP edina zakonita stranka, ostale pa prepovedane. Kaunda je trdil, da je bilo to storjeno za odvračanje od tribalizma. Ob tem je ustava obnovila tudi funkcijo predsednika vlade kot vodje vlade. Na zambijskih volitvah leta 1973 so volivci lahko glasovali le za Kaundo, ki ga je podprl UNIP, njihova edina možnost pa je bila glasovanje, če so njegovo kandidaturo potrdili ali zavrnili.
Kaunda je bil ponovno izvoljen na vseh volitvah do leta 1991. V osemdesetih letih so se povečali pritiski, da se prekliče prepoved več strank. Po pogajanjih z Gibanjem za večstrankarsko demokracijo (MMD) leta 1990 je predsednik Kaunda podpisal spremembo ustave, ki legalizira politične stranke. Urad predsednika vlade je bil znova odpravljen, pooblastila pa so se vrnila predsedniku. Na zambijskih volitvah leta 1991 je Kaundo premagal Frederick Chiluba iz MMD.  Kaunda se je strinjal, da bo mirno predal predsedovanje in postal drugi afriški voditelj, ki je to storil po Beninskemu vodji Mathieu Kérékou.
Leta 1996 naj bi predsednik Chiluba odkril zaroto članov UNIP za izvedbo državnega udara in razglasil izredne razmere za prijetje pripadnikov te stranke. Vrhovno sodišče Zambije je razglasitev izrednih razmer razveljavilo in aretirane izpustilo. Kasneje istega leta je Chiluba spremenil ustavo, v kateri je pisalo, da se lahko za predsednika potegujejo le ljudje, ki so imeli vsaj enega od staršev rojenega v Zambiji ali Severni Rodeziji. Ta predlog spremembe je bil domnevno namenjen preprečevanju, da bi Kaunda znova kandidiral za predsednika, saj so se njegovi starši rodili v Nyasalandu (današnji Malavi).
Zaradi omejitve dveh mandatov v ustavi je Chiluba za kandidata MMD, ki ga bo nasledil, izbral Levyja Mwanawaso. Mwanawasa je zmagal na splošnih volitvah leta 2001, a so njegovo zmago zaznamovale obtožbe o volilni goljufiji s strani opozicijskih strank. Po pravnih sporih je Vrhovno sodišče leta 2005 na koncu odločilo, da čeprav so bile volitve »pomanjkljive«, ni bilo dovolj napak, ki bi upravičile razveljavitev rezultata. Mwanawasa je ponovno zmagal na volitvah leta 2006. Umrl je leta 2008, zamenjal ga je Rupiah Banda. Na splošnih volitvah leta 2011 je Rupiaha premagal Michael Sata iz Patriotske fronte (PF).
Sata je leta 2014 umrl med mandatom. V skladu z zakonodajo je njegov podpredsednik Guy Scott postal vršilec dolžnosti predsednika. Tako je Scott postal prvi beli vodja afriške države po južnoafriškem Frideriku Willemu de Klerku, ki je leta 1994 po koncu apartheida odstopil. Ker pa njegovi starši niso bili rojeni v Zambiji, je zaradi ustave kot predsednik lahko deloval le 90 dni, prav tako ni mogel kandidirati. Na zambijskih predsedniških volitvah leta 2015 je predsedniški mandat dobil Edgar Lungu, ki ga je obdržal tudi leto kasneje, potem ko je razpisal predčasne splošne volitve. Leta 2020 je Lungu poskušal spremeniti ustavo, da bi predsedniku omogočil spremembo volilne zakonodaje in prevzel nadzor nad denarno politiko Zambije. Vendar sporni predlog 10. zakona ni uspel, saj v parlamentu ni prejel zahtevane dvotretjinske večine.

## Seznam
| #   | Portret | Ime                           | Izvolitev | Mandat             | Mandat               | Mandat          | Politična stranka |
| #   | Portret | Ime                           | Izvolitev | Začetek            | Konec                | Dolžina         | Politična stranka |
| --- | ------- | ----------------------------- | --------- | ------------------ | -------------------- | --------------- | ----------------- |
| 1.  |         | Kenneth Kaunda (1924–2021)    | 1968      | 24. oktober 1964   | 2. november 1991     | 27 let, 9 dni   | UNIP              |
| 2.  |         | Frederick Chiluba (1943–2011) | 1991 1996 | 2. november 1991   | 2. januar 2002       | 10 let, 61 dni  | MMD               |
| 3.  |         | Levy Mwanawasa (1948–2008)    | 2001 2006 | 2. januar 2002     | 19. avgust 2008 [†]  | 6 let, 230 dni  | MMD               |
| 4.  |         | Rupiah Banda (1937- )         | 2008      | 19. avgust 2008    | 23. september 2011   | 3 leta, 35 dni  | MMD               |
| 5.  |         | Michael Sata (1937–2014)      | 2011      | 23. september 2011 | 28. oktober 2014 [†] | 3 leta, 35 dni  | PF                |
| (-) |         | Guy Scott (1944– )            | -         | 28. oktober 2014   | 25. januar 2015      | 0 let, 89 dni   | PF                |
| 6.  |         | Edgar Lungu (1956– )          | 2015 2016 | 25. januar 2015    | 24. avgusta 2021     | 6 let, 211 dni  | PF                |
| 7.  |         | Hakainde Hichilema (1962– )   | 2021      | 24. avgusta 2021   |                      | 3 leta, 215 dni | UPND              |